# Charles Jaurès
Jean-Louis Charles (Charles) Jaurès (Castres, 5 december 1808 - Parijs, 11 juli 1870) was een Franse marine-officier die het tot vice-amiral bracht. Hij is in Nederland bekend om zijn deelname aan het bombardementen van Algiers en Shanghai in 1830 en 1855 en het overbrengen van de zware obelisk van Luxor die nu op de Place de la Concorde in Parijs staat. Voor de tocht werd een speciaal daarvoor geconstrueerd vrachtschip gebruikt.
Na jaren in het verre oosten doorgebracht te hebben werd Jaurès in 1865 lid van de Franse admiraliteit. Op 26 januari 1865 benoemde Koning Willem III der Nederlanden de admiraal tot Commandeur in de Militaire Willems-Orde.
Hij was een achteroom van de latere politicus Jean Jaurès (1859-1914).

## Militaire loopbaan
- Franse marine: 1825
- Débute comme aspirant: 23 september 1827
- Enseigne de vaisseau: 31 januari 1832
- Lieutenant de vaisseau: 10 april 1837
- Capitaine de frégate: 17 oktober 1844
- Capitaine de vaisseau: 3 februari 1852
- Cons-admiraal: 9 juli 1860
- Vice-amiral: 2 december 1864

## Onderscheidingen
- Commandeur in de Militaire Willems-Orde op 26 januari 1865[1]
- Commandeur in het Legioen van Eer op 4 oktober 1865